# Euplokamis
Euplokamis is een geslacht van ribkwallen uit de klasse van de Tentaculata.

## Soorten
- Euplokamis crinita (Moser, 1909)
- Euplokamis dunlapae Mills, 1987
- Euplokamis evansae Gershwin, Zeidler & Davie, 2010
- Euplokamis helicoides (Ralph & Kaberry, 1950)
- Euplokamis octoptera (Mertens, 1833)
- Euplokamis stationis Chun, 1879